# Адриан IV
Адриан IV (лат. Hadrianus PP. IV; в миру Николас Брейкспир, англ. Nicholas Breakspeare, около 1115, Хартфордшир, Англия — 1 сентября 1159, Ананьи, Папская область) — папа Римский с 4 декабря 1154 года по 1 сентября 1159 года, единственный англичанин на папском престоле.

## Духовная карьера
Николас Брейкспир родился около 1115 года в графстве Хертфордшир, по одной из версий в Эбботс-Лэнгли (англ.), точное место рождения неизвестно. Отцом Николаса был Роберт Брейкспир, ставший впоследствии монахом в Сент-Олбанс. В юношеском возрасте Николас отправился учиться в Париж, затем принял постриг в монастыре святого Руфуса в Арле, где был последовательно избран приором и аббатом. Строгое управление монастырём сделало Николаса объектом жалоб в Рим, но эти жалобы имели противоположный результат: папа Евгений III вызвал аббата в Рим и возвёл его в сан кардинала-епископа Альбано в декабре 1149 года.
В 1152—1154 годах Николас Брейкспир был папским легатом в Скандинавии, где руководил созданием в Нидаросе (сейчас Тронхейм) норвежского архиепископства и способствовал созданию независимой от Дании шведской митрополии в Уппсале (последняя была признана в 1164 году уже после смерти Брейкспира).
После успешного окончания миссии Брейкспир вернулся в Рим в 1154 году. После смерти Анастасия IV был избран на папский престол и принял имя Адриана IV (4 декабря 1154 года).

## Конфликт с римским сенатом
К моменту избрания Адриана IV светская власть пап в Риме находилась в состоянии упадка. Под влиянием популярного проповедника Арнольда Брешианского римский сенат открыто игнорировал пап, а Евгений III и Анастасий IV, предшественники Адриана IV, покорно сносили обличения Арнольда. После своей интронизации Адриан IV обнаружил, что под его властью находится только Ватикан и собор Святого Петра, а сторонники Арнольда контролируют остальной Рим. Адриан IV потребовал от Арнольда покинуть Рим, но проповедник проигнорировал папский приказ, а сторонники последнего на Виа Сакра напали на кардинала Гвидо Чибо и ранили его. В ответ Адриан IV сделал беспрецедентный ход — в Великий пост 1155 года на Рим впервые в его истории был наложен интердикт. Все богослужения и частные требы (за исключением крещения младенцев и причащения умирающих) были прекращены. После недолгого сопротивления римляне сдались: в Великую пятницу возмущённая толпа осадила сенаторов на Капитолии, и последние приняли решение об изгнании Арнольда Брешианского и его последователей из города. Удовлетворённый бескровным восстановлением папской власти над городом Адриан IV отменил интердикт и совершил пасхальное богослужение в кафедральном Латеранском соборе.

## Коронация Фридриха Барбароссы
Крупной внешнеполитической задачей папы было достижение договорённости с новым германским королём Фридрихом Барбароссой. Поскольку его дядя Конрад III так и не смог добиться императорской коронации и первым из преемников Оттона I умер королём, а не императором, Фридрих сразу начал своё правление с похода в Италию. На Пасху 1155 года Фридрих был коронован в Павии железной короной итальянских королей, а затем разрушил мятежный город Тортона и двинулся через Тоскану на Рим. Адриан IV отправил двух кардиналов для переговоров с королём. Встреча состоялась в Сан-Квирико, под Сиеной, и здесь стороны быстро пришли к согласию. От имени папы кардиналы обещали королю императорскую коронацию, а Фридрих по их просьбе захватил Арнольда Брешианского, укрывавшегося в одном из тосканских замков, и передал его на суд папы.
9 июня 1155 года в Кампо-Грассо состоялась первая личная встреча Адриана IV и Фридриха Барбароссы, закончившаяся громким провалом. По этикету король должен был взять папскую лошадь под уздцы и придерживать стремя, пока папа не спешится; после этого король должен был поцеловать папскую туфлю, и только затем папа даровал монарху лобзание мира. Из всех положенных церемоний Фридрих I согласился лишь поцеловать туфлю, и разгневанный папа отказался лобзать короля. Адриан IV заявил, что все предшествовавшие императоры всегда исполняли церемонию в знак свидетельства почтения к апостолам Петру и Павлу, преемниками которых являются папы; пока церемония не будет исполнена в полном объёме, переговоры состояться не могут. «Конфликт у лошадиной морды» продолжался два дня, и только 11 июня Фридрих I выказал требуемые знаки почтения. Исчерпав конфликт, стороны быстро пришли к соглашению: папа и монарх взаимно обязались не вступать в сепаратные переговоры с римским сенатом, византийским императором Мануилом I и сицилийским королём Вильгельмом Злым; Фридрих обещал защищать интересы папы, а Адриан IV — отлучить от Церкви всех противников монарха, которые после трёх предупреждений не сложат оружия. По достижении согласия Адриан IV и Фридрих I отправились в Рим.
Недалеко от Рима 17 июня 1155 года Фридриха приветствовала депутация римского сената. Сенаторы потребовали от короля клятвенных гарантий городских свобод, уплаты 5000 фунтов золотом, и только после этого Рим соглашался на въезд Фридриха для коронации. В ответ Фридрих I заявил, что не желает получать дары от римлян, но пришёл требовать своего по праву; никаких гарантий и денежных пожалований в обмен на будущую коронацию король давать не намерен. Адриан IV посоветовал Фридриху направить отряд рыцарей во главе с кардиналом Оттавиано Монтичелли для занятия Ватикана, что и было выполнено; решено было также не ждать воскресения для проведения коронации. Ранним утром в субботу 18 июня 1155 года Адриан IV и Фридрих I вступили в предварительно захваченный Ватикан, и долгожданная коронация состоялась. Без всяких торжеств, император сразу после коронации покинул Рим и вернулся в свой лагерь на Монте-Марио, а Адриан IV остался в охраняемом немецким отрядом соборе святого Петра.
В это же время римский сенат заседал на Капитолии и обсуждал меры по воспрепятствованию коронации. Узнав о состоявшейся без их согласия коронации, сенаторы призвали римлян к оружию. Вооружённые римляне двинулись на Ватикан: один отряд — напрямую через мост Сант-Анджело, другой — через Тибрский остров и Трастевере. Вместо празднеств, немецкая армия была вынуждена вновь вступить в Рим и сражаться с горожанами. Только к концу дня Фридриху I удалось отбросить римлян на левый берег Тибра. Воскресным утром 19 июня выяснилось, что римляне забаррикадировали все мосты через Тибр и городские ворота. Фридрих I, уже добившись коронации, не пожелал вести долгую осаду и отвёл свою армию на север. Адриан IV, с риском для себя проведший коронацию и потерявший из-за неё контроль над своей столицей, остался без всякой поддержки в Тиволи.

## Союз с Византией против Сицилийского королевства и Беневентский договор 1156 года
Летом 1155 года в материковой части Сицилийского королевства начался широкомасштабный баронский мятеж, тотчас же поддержанный Византией, стремившейся восстановить контроль над Южной Италией. Во второй половине 1155 года византийские войска и мятежные бароны полностью подчинили себе Апулию. Адриан IV, хоть и обещавший Фридриху I Барбароссе не вступать в сепаратные переговоры с Византией, но чувствовавший себя обманутым, воспользовался ситуацией. В обмен на византийскую финансовую помощь и обещание передать под его власть три города на апулийском побережье, Адриан IV выступил 29 сентября 1155 года со своей армией на стороне Византии. За короткое время Адриан IV добился контроля над Кампанией, и местные бароны (в том числе, ранее изгнанный Рожером II Роберт II Капуанский) признали его своим сюзереном.
Успехи папы, Византии и апулийских баронов во многом объяснялись апатией короля Сицилии Вильгельма Злого, безучастно наблюдавшего в течение 1155 года за потерей своих континентальных владений. В начале 1156 года сицилийским советникам удалось убедить короля выступить против торжествовавших врагов, к тому же рассорившихся между собой. 28 мая 1156 года сицилийцы разбили византийский флот при Бриндизи, после чего быстро восстановили контроль над ранее потерянными территориями. Вновь оставшийся без союзников Адриан IV был вынужден вступить в переговоры с Вильгельмом Злым. 18 июня 1156 года папа и король подписали договор в Беневенто, ставший самым крупным дипломатическим триумфом Отвилей над папством.
По Беневентскому договору 1156 года Вильгельм I Злой сохранил свои наследственные полномочия папского легата на острове Сицилия, а в континентальную часть королевства папа мог назначать легатов только в исключительных случаях. Назначения епископов на Сицилии по-прежнему оставалось прерогативой короля. Адриан IV был вынужден признать присоединение к Сицилийскому королевству ранее принадлежавших Папской области провинций Абруцци и Марке, захваченных сыновьями Рожера II уже после официального мира с Иннокентием II (1139 год).
События 1155—1156 года коренным образом изменили расстановку сил на Апеннинах: папы, хоть и ценой значительных уступок, нашли постоянного и верного союзника в норманнских королях Сицилии, император Фридрих I в своих попытках поставить Италию под свой контроль становился противником папства.

## Конфликт с Фридрихом Барбароссой
Открытое столкновение между папством и императором произошло на имперском сейме в Безансоне (октябрь 1157 года). Папские легаты (одним из них был секретарь Адриана IV Роланд) зачитали послание понтифика, в котором он обвинил императора в непроведении должного расследования разбойничьего нападения на архиепископа Лундского, произошедшего на территории Германии. В послании папа напоминал императору о своих милостях, в том числе коронации, и обещал своё покровительство в случае послушания. Упомянутые в послании термины conferre и beneficia обычно использовались при предоставлении феода вассалу его сюзереном. Послание было встречено взрывом негодования, а пфальцграф Баварии Отто угрожал Роланду обнажённым мечом. Узнав о произошедшем, Адриан IV написал второе, более мягкое, послание Фридриху I, и император принял объяснения папы. Тем не менее, события в Безансоне окончательно оттолкнули папу от императора.
В июле 1158 года Фридрих I отправился в свой второй итальянский поход с намерением покорить Ломбардию. В ответ ломбардские города начали переговоры с Адрианом IV и Вильгельмом Злым на предмет заключения общеитальянского союза против императора. В августе 1159 года представители Милана, Кремоны, Пьяченцы и Брешии встретились в Ананьи с Адрианом IV и послом Вильгельма Злого (возможно, им был первый министр Майо) и заключили договор, ставший прообразом будущей Ломбардской лиги.
Во исполнение договора с ломбардскими городами Адриан IV должен был отлучить от Церкви императора, но этому помешала внезапная кончина папы. Адриан IV скончался 1 сентября 1159 года в Ананьи от приступа «грудной жабы», возможно, был отравлен. По преданию, страдавший гнойным тонзиллитом, приведшим к воспалительному процессу, папа сделал глоток вина из бокала, в который попала муха, закупорив ему горло. В избрание его преемника вмешался Фридрих I, и в результате одновременно были провозглашены два папы: Александр III (кардинал Роланд, бывший одним из легатов на сейме в Безансоне) и Виктор IV (Оттавиано Монтичелли), что стало началом длительной схизмы.